# František Kyncl (politik)
František Kyncl (30. srpna 1873 Obora – 12. května 1933 Žďár) byl československý politik a meziválečný poslanec Národního shromáždění.

## Biografie
Patřil mezi zakladatele české živnostenské strany. Podle údajů k roku 1926 byl povoláním výrobcem obuvi v Žďáru na Moravě. Od roku 1919 byl zastupitelem v Žďáru. Angažoval se v místním družstvu pro stavbu rodinných domků.
V parlamentních volbách v roce 1925 získal za Československou živnostensko-obchodnickou stranu středostavovskou mandát v Národním shromáždění.
Zemřel v květnu 1933 ve Žďáru, kde se konal také pohřeb.